# Sarah Defrise
Sarah Defrise (Brussel) is een Belgische sopraan en componist.

## Biografie

### Jeugd en opvoeding
Sarah Defrise is de dochter van twee wetenschappers en groeide op in Watermaal-Bosvoorde in Brussel. Ze studeerde Franse literatuur aan de Université libre de Bruxelles voordat ze naar het Koninklijk Conservatorium van Brussel ging waar ze een Master of Music behaalde. Daarna ging ze studeren bij Daniel Ottevaere aan de École Normale de Musique de Paris, waar ze een concertantdiploma behaalde. In 2020 behaalde ze een doctoraat in de verdediging van een these over melodieën van Joseph Jongen aan de Vrije Universiteit Brussel. Ze is lid van het Collegium van de Académie royale des sciences, des lettres et des beaux-arts de Belgique.

### Carrière
Defrise debuteerde in 2014 in de rol van Clorinda in La Cenerentola van Gioachino Rossini in de Opéra Royal de Wallonie in Luik. In 2017 werd ze uitgeroepen tot jonge revelatie op het Festival van Vlaanderen in Gent en zong ze in duo met José Van Dam en het Symfonieorkest Vlaanderen onder leiding van Jan Latham-Koenig. Haar carrière ontwikkelde zich in de richting van hedendaagse muziek en de belangrijkste rollen in toneelwerken van Peter Eötvös, Jean-Luc Fafchamps en Denis Bosse. In 2021 zong ze Aventures et Nouvelles Aventures van György Ligeti voor de 95e verjaardag van György Kurtág in het Budapest Music Center. Ze zong op podia als de Opéra Royal de Wallonie, Koninklijke Muntschouwburg, Grand Théâtre de Genève, Staatsoper Unter den Linden, Nouvel opéra Fribourg, Opéra national de Lorraine, Théâtre de l'Athénée Louis-Jouvet en Müpa Budapest.

### Prijzen en wedstrijden
- 2022 : Caecilia prijzen 2021: Sarah Defrise - Jonge Musicus van het Jaar[8]
- 2018 : Prijs voor beste vertolker bij internationale operawedstrijd Armel in Boedapest[9]
- 2016: Grand Prix musique contemporaine op Concours international Enesco in Parijs[10]
- 2013: Beurs Nany Philippart[11]
- 2012: Prix jeune espoir féminin op Concours international de chant lyrique de Vivonne[12]

## Hoofdrollen
- 2023 : Cassandra door Bernard Foccroulle - Naomi, in première in Koninklijke Muntschouwburg[13]
- 2023 : Arabella door Richard Strauss, Christof Loy (stage direction) - Zdenka in Teatro Real in Madrid[14]
- 2022: Don Giovanni van Wolfgang Amadeus Mozart - Zerlina in de Opéra Royal de Wallonie[15]
- 2022: Is This The End #2 van Jean-Luc Fafchamps – The Girl, in première in het Théâtre Royal de la Monnaie/De Munt [16]
- 2022: Der goldene Drache door Peter Eötvös - Jonge vrouw / De kleine Chinees in het Grand Théâtre de Genève[17]
- 2021: Sleepless van Peter Eötvös – The Girl, in première bij Staatsoper Unter den Linden in Berlijn[18]
- 2021: Pelléas et Mélisande door Claude Debussy - Mélisande bij Nouvel opéra Fribourg[19]
- 2020: Is This The End van Jean-Luc Fafchamps - The Girl, in première in de Koninklijke Muntschouwburg[20]
- 2019 : Candide door Leonard Bernstein - Cunégonde in de Opéra Royal de Wallonie [21]
- 2018: Calamity Jane door Ben Johnston - Calamity Jane op Armel Festival in Boedapest

## Discografie
- 2023 : Fêtes Rouges, volume 2 van de volledige melodieën van Joseph Jongen met pianist Craig White voor Musique en Wallonie[22]
- 2021: For Cathy, A Capella Album, A Tribute to Cathy Berberian met stukken van Cathy Berberian, Luciano Berio, Sylvano Bussotti, John Cage, Sarah Defrise en Henri Pousseur voor Sub Rosa[23]
- 2019 : Entrevisions, volume 1 van de volledige melodieën van Joseph Jongen met pianist Craig White voor Musique en Wallonie
- 2019 : Un Requiem door Thierry Huillet

## Video's
- Sequenza III van Luciano Berio en Stripsody van Cathy Berberian voor Festival de Wallonie[24]
- Coding Zero fragment van Grand Macabre door György Ligeti met Stephane Ginsburgh, gefilmd door Patrick Leterme voor Musiq3[25]